# 北瓦ケ町
- 北瓦ヶ町

北瓦ケ町（きたかわらけちょう）は、江戸期から現在にかけての青森県弘前市の地名（大字）。2017年6月1日現在の人口は30人、世帯数は16世帯。郵便番号は036-8012。

## 地理
弘前城の東南部に位置し、町域の北部から北東部にかけて緑町、東部は代官町、南部は上瓦ケ町、西部は田代町・山下町に接する。

## 歴史
- 寛政5年 - 御家中潰町の一つ（平山日記）。
- 1889年（明治22年）以降 - 代官町と西の山下町・百石町にかけてを結ぶ通称・中央通りの一環として武家屋敷町から学校用地、そして商店街に変化。

### 沿革
- 慶安2年 - 弘前古御絵図では町割りはされていないが、近辺に瓦屋が二軒あり、周囲の上・南・中瓦ケ町に対すると考えられる。
- 江戸期 - 弘前城下の一町。
- 1889年（明治22年） - 弘前市に所属。

### 地名の由来
付近に瓦屋があったことから。

## 施設

### 商業
- 日本生命弘前ビル

### 宿泊
- ハイパーホテル弘前

### 公共
- 弘前郵便局本局

## 小・中学校の学区
市立小・中学校に通う場合、学区は以下の通りとなる。
| 大字     | 番地 | 小学校             | 中学校             |
| -------- | ---- | ------------------ | ------------------ |
| 北瓦ケ町 | 全域 | 弘前市立大成小学校 | 弘前市立第三中学校 |

## 交通
- 弘南バス
  - 南瓦ヶ町（ためのぶ号 津軽藩ねぷた村経由 - りんご公園線）停留所。
    - 最寄だが、夏季（4月～11月）のみの運行で、4往復のみの運行である。

  - 中央通り二丁目（土手町循環100円バス、他）停留所。